# Honoris causa

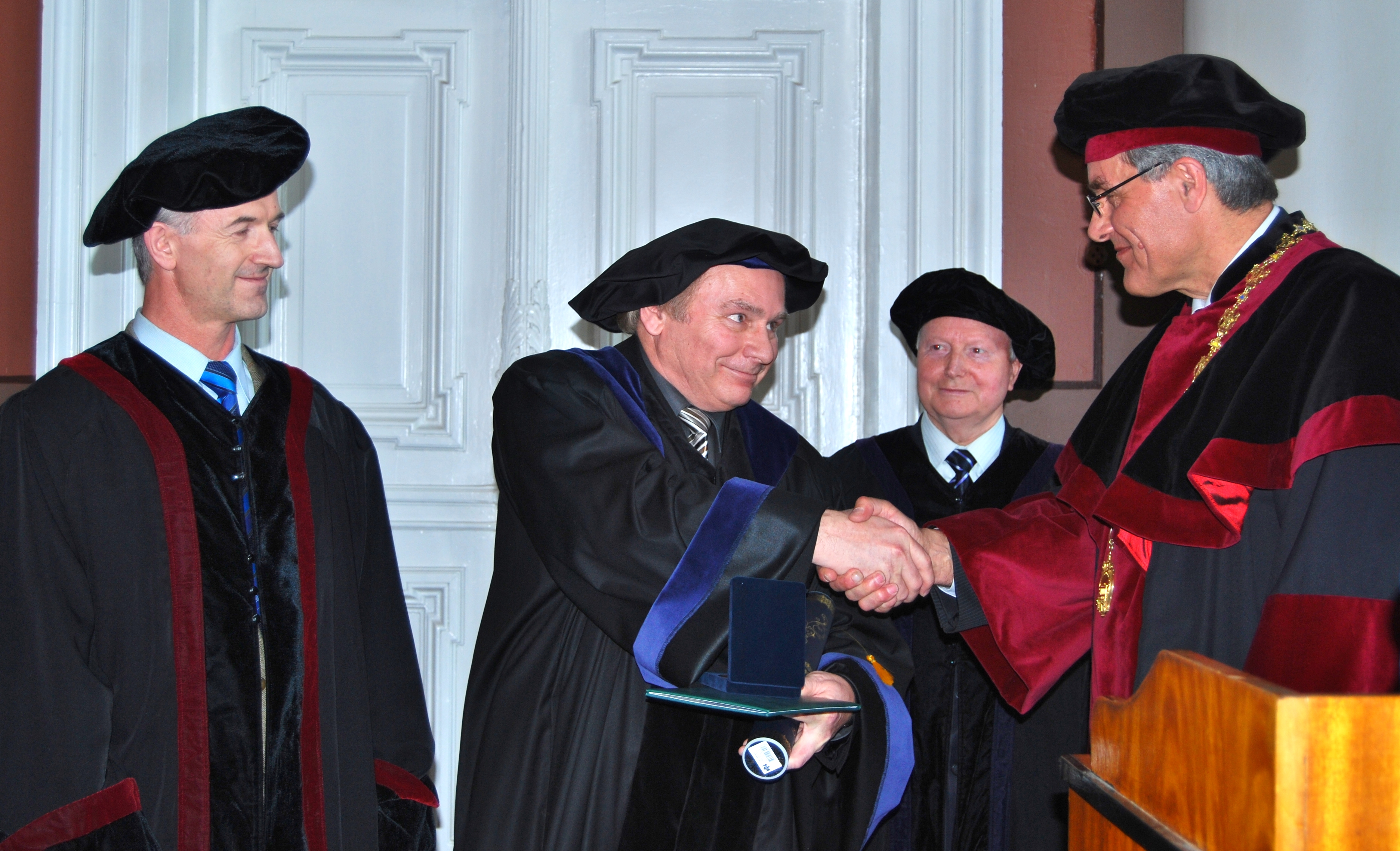
Присвоєння канадському професорові Бредлі МакКензі звання доктора honoris causa в Національному університеті «Львівська політехніка», 2008

Honoris causa (укр. гоноріс кауза) — почесний ступінь, дослівно «заради пошани», «честі заради» — латинський вислів, який додають до назви наукового ступеня або вченого звання, якщо його присуджено без захисту дисертації та всіх інших формальностей у випадку безсумнівної, очевидної значимості номінанта, навіть і за відсутності відповідного ступеня освіти. Те ж саме, що й «почесний». Наприклад, професор honoris causa, доктор наук honoris causa тощо. Звичайно цей титул присуджують вчені ради університетів, академій, інститутів, іноді наукові товариства видатним науковцям та діячам на знак особливої честі та визнання внеску номінованого в науку, його заслуг перед галуззю, до якої причетний цей заклад.